# كريستي جيبسون
كريستي جيبسون (بالهولندية: Christy Gibson)‏ هي مغنية هولندية، ولدت في 28 مايو 1978 في أمستردام في هولندا.

## وصلات خارجية
- الموقع الرسمي